# Antoni Kępiński
Antoni Kępiński (Dolyna, 19 novembre 1918 – Cracovia, 8 giugno 1972) è stato un medico polacco.

## Biografia
Dopo i suoi studi a Cracovia, dove frequentò uno dei migliori licei, nel 1936 Bartłomiej Nowodworskisi s'iscrisse alla facoltà di medicina dell'Università Jagellonica, ma l'inizio della Seconda guerra mondiale nel 1939 interruppe i suoi studi prima della laurea. Kępiński si arruolò nell'esercito polacco per difendere la patria dall'invasione tedesca. Fu internato in Ungheria, dove era fuggito con alcune truppe polacche dopo che la Polonia fu invasa dalla Wehrmacht tedesca. Nel 1940 riuscì a scappare e si diresse in Francia e poi in Spagna dove fu imprigionato nel campo di Miranda del Ebro.
Più tardi fu liberato e si trasferì nel Regno Unito per poco tempo insieme alla divisione aeronautica, ma tra il 1944 e il 1945 continuò i suoi studi di medicina a Edimburgo, laureandosi nel 1946. Poco dopo ritornò in Polonia e fu assunto nella Clinica psichiatrica della facoltà di medicina di Cracovia.
Come ex-detenuto di un campo di concentramento prese parte ad un programma di riabilitazione per sopravvissuti al campo di concentramento di Auschwitz. La sua carriera medica fu notevole e inoltre diventò uno dei migliori ricercatori polacchi nel campo della psichiatria. Le sue teorie sul metabolismo dell'informazione e sulla psichiatria assiologica sono abbastanza conosciute e il suo lavoro scientifico comprende più di 140 pubblicazioni e numerosi libri.

## Le sue opere
- Psychopatologia nerwic (Psicopatologie della nevrosi)
- Schizofrenia (Schizofrenia)
- Melancholia (Melanconia)
- Psychopatie (Psicopatologia)
- Lęk (Paura)
- Podstawowe zagadnienia współczesnej psychiatrii (I concetti basici della psichiatria contemporanea)
- Poznanie chorego (Capire il paziente)
- Rytm życia (Il ritmo della vita)